# Choteč (district de Pardubice)
Pour les articles homonymes, voir Choteč.
Choteč (en allemand : Chotsch) est une commune du district et de la région de Pardubice, en République tchèque. Sa population s'élevait à 357 habitants en 2024.

## Géographie
Choteč se trouve à 9 km au nord-est de Pardubice, à 15 km au sud-sud-est de Hradec Králové et à 104 km à l'est de Prague.

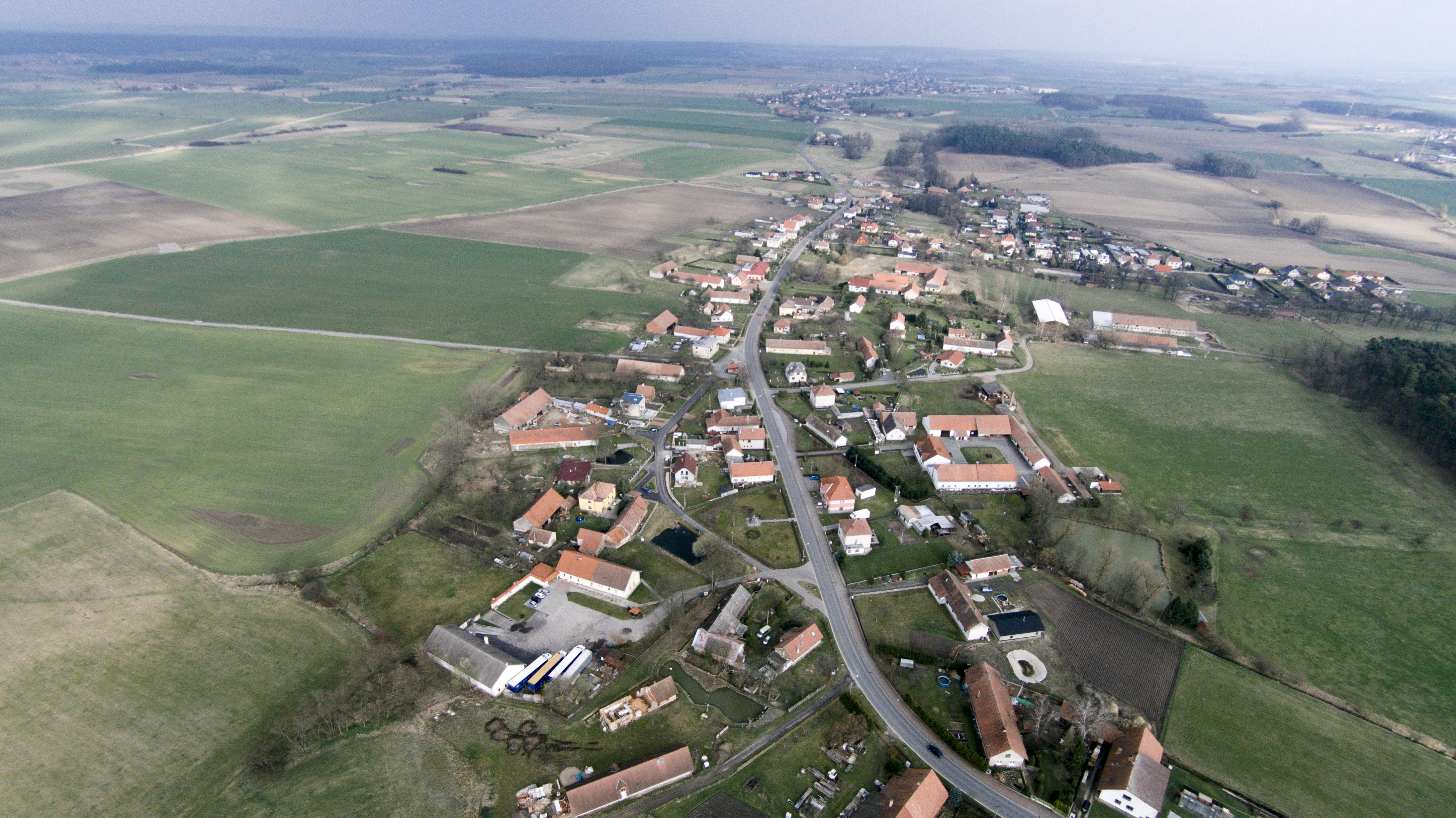
Choteč : vue aérienne.

La commune est limitée par Rokytno au nord, par Dolní Ředice à l'est, par Časy au sud et par Sezemice à l'ouest.

## Histoire
La première mention écrite du village date de 1394.

## Transports
Par la route, Choteč se trouve à 9 km de Pardubice, à 20 km de Chrudim et à 135 km de Prague. 